# National Catholic Reporter
National Catholic Reporter (NCR) is een onafhankelijk, vrijzinnig tijdschrift dat sinds oktober 1964 door leken en geestelijken uit de Verenigde Staten wordt gepubliceerd en voornamelijk bericht over de Katholieke Kerk. Het blad wordt uitgegeven in Kansas City, Missouri.
Vele jaren werd het tijdschrift wekelijks gepubliceerd. Anno 2011 wordt het tweemaal per maand gepubliceerd. NCR heeft onlangs RSS-feeds toegevoegd, zodat de lezers regelmatig updates kunnen verkrijgen over de inhoud van het tijdschrift.
Richard McBrien, Joan Chittister, bisschop Thomas Gumbleton, John Dear, John L. Allen, Jr. en Jason Berry behoren tot de journalisten die voor NCR schrijven.

## Geschiedenis
Het blad werd opgericht door journalist Robert Hoyt en ontstond uit het diocesaan tijdschrift van het bisdom Kansas City-Sint Jozef. Bisschop Charles Herman Helmsing (1908-1993) van dit bisdom gaf aanvankelijk diocesane kantoorruimte en fondsen totdat het blad kon verhuizen naar de lokalen waar het thans nog is gevestigd. Later kwam het tot een geschil tussen het tijdschrift en de bisschop over verschillende theologische en morele kwesties en de kritische houding van het tijdschrift tegen de kerkelijke hiërarchie. In 1968 veroordeelde Helmsing dan ook de National Catholic Reporter.
NCR won van 2000 tot 2010 de General Excellence prijs van de Catholic Press Association in de categorie van de nationale nieuwspublicaties.

## Kritiek
Verschillende katholieke commentatoren hebben op de National Catholic Reporter kritiek geuit omdat het tijdschrift pleit voor standpunten die in strijd zijn met de leer van de Kerk op het vlak van homoseksualiteit en huwelijk, de wijding van vrouwen, embryonaal stamcelonderzoek en politici die zich als katholiek identificeren maar zich pro-choice opstellen in de abortusproblematiek.